# Magnolia siamensis
Magnolia siamensis là một loài thực vật có hoa trong họ Magnoliaceae. Loài này được (Dandy) H.Keng mô tả khoa học đầu tiên năm 1978.